# Abel Baba
Abel Baba (* 1977) ist ein ehemaliger nigerianischer Fußballschiedsrichterassistent.
Von 2009 bis 2019 stand Baba auf der Liste der FIFA-Schiedsrichter und war an der Spielleitung internationaler Fußballspiele beteiligt.
Beim Afrika-Cup 2017 in Gabun leitete er zwei Spiele. Zudem war Baba unter anderem Schiedsrichterassistent in der CAF Champions League, bei der U-20-Afrikameisterschaft 2015 im Senegal, in der afrikanischen WM-Qualifikation sowie bei diversen Qualifikations- und Freundschaftsspielen.